# Flavius Hypatius
Flavius Hypatius (altgriechisch Ὑπάτιος Hypátios; † 19. Januar 532 in Konstantinopel) war ein oströmischer Senator und Neffe des Kaisers Anastasius. Er wurde während des Nika-Aufstands zum Gegenkaiser ausgerufen.

## Leben
Hypatius gehörte zu den einflussreichsten Aristokraten der ausgehenden Spätantike. Bereits im Jahr 500 hatte er das ordentliche Konsulat bekleidet, was er nicht zuletzt der Protektion durch seinen kinderlosen Onkel, Kaiser Anastasius, zu verdanken hatte (seine beiden Brüder bekleideten das Ehrenamt in den Folgejahren). Als 502 ein Krieg mit den Sassaniden ausbrach, zählte Hypatius zu den Feldherren, die 503 das gewaltige römische Heer kommandierten, das einen Gegenschlag führen sollte. Der Feldzug misslang jedoch, und man machte Hypatius hierfür verantwortlich, weshalb er von der Perserfront abberufen wurde.
Hypatius blieb in der Folgezeit ein loyaler Helfer seines Onkels, konnte diesen aber während der schweren Krise um 515, als sich der General Vitalian gegen Anastasius erhob, kaum wirksam unterstützen: Im Gegenteil, er fiel nach einer Niederlage in die Hände der Feinde und musste von seinem Onkel mit einem hohen Lösegeld freigekauft werden. Als Feldherr blieb Hypatius zeitlebens bemerkenswert erfolglos, und auch im Zusammenhang mit religiösen Unruhen im Heiligen Land machte er keine gute Figur. Seine herausgehobene Stellung scheint er demnach nicht eigenen Leistungen, sondern der Protektion durch Anastasius und seinen guten Kontakten innerhalb der oströmischen Aristokratie verdankt zu haben.
Als sein Onkel 518 starb, war Hypatius nicht in Konstantinopel, weshalb er bei der Regelung der Nachfolge keine Rolle spielte. Obwohl er sich übergangen gefühlt haben dürfte, bekleidete er auch unter dem neuen Kaiser Justin I. höchste Ämter. Als um 525 der Perserkönig Kavadh I. dem Kaiser vorschlug, seinen Sohn Chosrau I. zu adoptieren, zählte der magister militum per Orientem Hypatius zu den Verhandlungsführern der römischen Seite. Folgt man dem Bericht des zeitgenössischen Historikers Prokopios von Caesarea, so sabotierte Hypatius bewusst die Verhandlungen. Zur Strafe wurde er von Justin zeitweilig seines Amtes enthoben.
Auch nachdem Justins Neffe Justinian 527 Kaiser geworden war, blieb der patricius Hypatius einer der einflussreichsten Männer im Imperium Romanum. Offenbar richteten sich die Hoffnungen jener Senatoren, die mit dem neuen Kaiser nicht einverstanden waren, auf ihn. Machtpolitischer Höhepunkt und Ende seines Lebens kamen dann im Januar 532, als er während des Nika-Aufstands von den Rebellen auf dem Konstantinsforum zum Gegenkaiser ausgerufen wurde. Die Quellen sind sich nicht einig darüber, ob Hypatius gegen seinen Willen bzw. nur zum Schein den Purpur anlegte (so etwa Prokopios), oder ob er als der eigentliche Drahtzieher der Revolte von Anfang an nach dem Kaisertum strebte (so Marcellinus Comes). Als sich Hypatius mit seinen Anhängern ins Hippodrom begeben hatte, um die Akklamationen des Volkes entgegenzunehmen, drangen jedenfalls kaisertreue Truppen in den Circus ein und richteten ein Blutbad an. Hypatius wurde zusammen mit seinem Bruder Pompeius verhaftet und nach kurzer Haft am 19. Januar hingerichtet, sein Leichnam wurde ins Meer geworfen. Erst einige Zeit später erstattete Justinian ihren Familien einen Großteil ihres beschlagnahmten Eigentums zurück.